# آیو-داغ
آیو-داغ (تاتاری کریمه‌ای: Ayuv Dağ) (به یونانی: Κριοῦ μέτωπον) یک کوه در شبه‌جزیره کریمه است.